# Ньяса
Нья́са (суах. Nyasa), або Мала́ві (англ. Malawi) — озеро в Східній Африці. Розташоване на межі держав Малаві, Танзанія і Мозамбік. Видовжене з півночі на південь: довжина — 584 км, ширина — до 80 км. Площа — 29 604 км². Середня глибина — 292 м; максимальна глибина — 706 м. Третє за площею і найбільш південне з озер Великої рифтової долини. Заповнює глибоке провалля в земній корі між трьома країнами. Дев'яте за розміром і третє за глибиною (після Байкалу і Танганьїки) серед прісноводних водойм світу. Містить 7 % світових запасів рідкої прісної води і створює найрізноманітнішу озерну екосистему за кількістю видів, більша частина з котрих — ендеміки.

## Назва
- Ньяса (суах. Nyasa) — сучасна назва у Мозамбіку; з мови народу яо — «озеро».
- Ніа́сса (порт. Niassa, МФА: [ni.ˈa.sɐ]; у старій орфографії: Nyassa[1]) — португальська назва.
- Малаві (англ. Malawi) — сучасна назва у Малаві.

## Географія
Озеро заповнює розколину в земній корі на південному кінці Великої рифтової долини, внаслідок чого воно видовжене в меридіональному напрямку і має 584 км завдовжки, його ширина міняється від 16 до 80 км. Поверхня озера лежить на висоті 472 м над рівнем моря, його площа дорівнює 29 604 км², середня глибина 292 м, максимальна — 706 м, тобто найглибші місця озера розташовані нижче рівня моря. Загальний об'єм озера 8400 км³. Глибини поступово зростають з півдня на північ, де стрімчасті схили гір, що оточують озеро, раптом уриваються просто у воду. В інших місцях узбережжя гори і верховини, що височіють по краях рифтової долини, відокремлюються від озера широкою прибережною рівниною. У місцях влиття до озера великих річок прибережна рівнина розширюється і з'єднується з річковою, заглиблюючись усередину гірських масивів. Унаслідок цього рельєф берегової лінії міняється від скелястих обривистих берегів до розлогих пляжів. Особливо широкі прибережні рівнини на північному заході, де в озеро вливається річка Сонгве, а також у південній частині узбережжя.
Дно озера укрито товстим шаром осадових порід, подекуди до 4 км завтовшки, що свідчить про значний вік озера, який оцінюється принаймні в декілька мільйонів років.
Основну частину басейну озера займають нагір'я та гори, які є межами рифтової долини. Найвищі з них гори Лівінгстона на північному сході (до 2000 м) і плато Ньїка і гори Віпья і Чімаліро на північному заході і верховина Дова на заході; на південь місцевість поступово понижується. Озерний басейн значно ширший на захід від озера. На сході гори підступають упритул до води, і басейн звужується, розширюючись лише на північному сході завдяки річці Рухуху, яка прорізує гори Лівінгстона.

### Гідрографія
Озеро живлять 14 цілорічних річок, серед яких найважливіші Рухуху, Сонгве, Північна і Південна Рукуру, Двангва, Буа і Лілонгве. Єдиним зовнішнім стоком озера є річка Шире, яка витікає з озера на півдні і тече до Замбезі. Незважаючи на великий об'єм озера обсяг його стоку невеликий: з приблизно 63 км³ води, що надходить щороку до озера, лише 16 % стікає через річку Шире, решта випаровується з поверхні. Через це озеро має дуже тривалий термін поновлення води: за оцінками, вся вода в озері оновлюється протягом 114 років. Іншим наслідком того, що основні втрати води відбуваються через випаровування, а не через стік, є підвищена мінералізація озерної води порівняно з водами річок, що до нього вливаються — вода в озері тверда і солонувата.
Будь-які хімічні речовини, що потрапляють до озера, можуть покинути його тільки шляхом накопичення в придонних відкладеннях, випаровування в атмосферу (якщо вони можуть переходити в газову фазу) чи шляхом надзвичайно повільного стоку через річку Шире. Розчинені у воді речовини, які не випаровуються і не випадають на дно, потрапивши до озера, будуть з нього видалені шляхом стоку лише приблизно через 650 років. Це робить озеро дуже уразливим для забруднення.
Ця особливість гідрологічного режиму також робить озеро дуже чутливим до змін клімату та рівня опадів. Навіть незначне підвищення відношення обсягу опадів до випаровування призводить до повені, як це було в 1978—1980 роках; незначне зменшення цього фактору призводить до падіння рівня озера і припинення стоку через річку Шире, як це траплялося з 1915 по 1937 рік, коли стоку практично не було. В останні роки рівень озера також досить низький, і в 1997 році стік наприкінці сухого сезону майже припинявся.

### Політичний розподіл

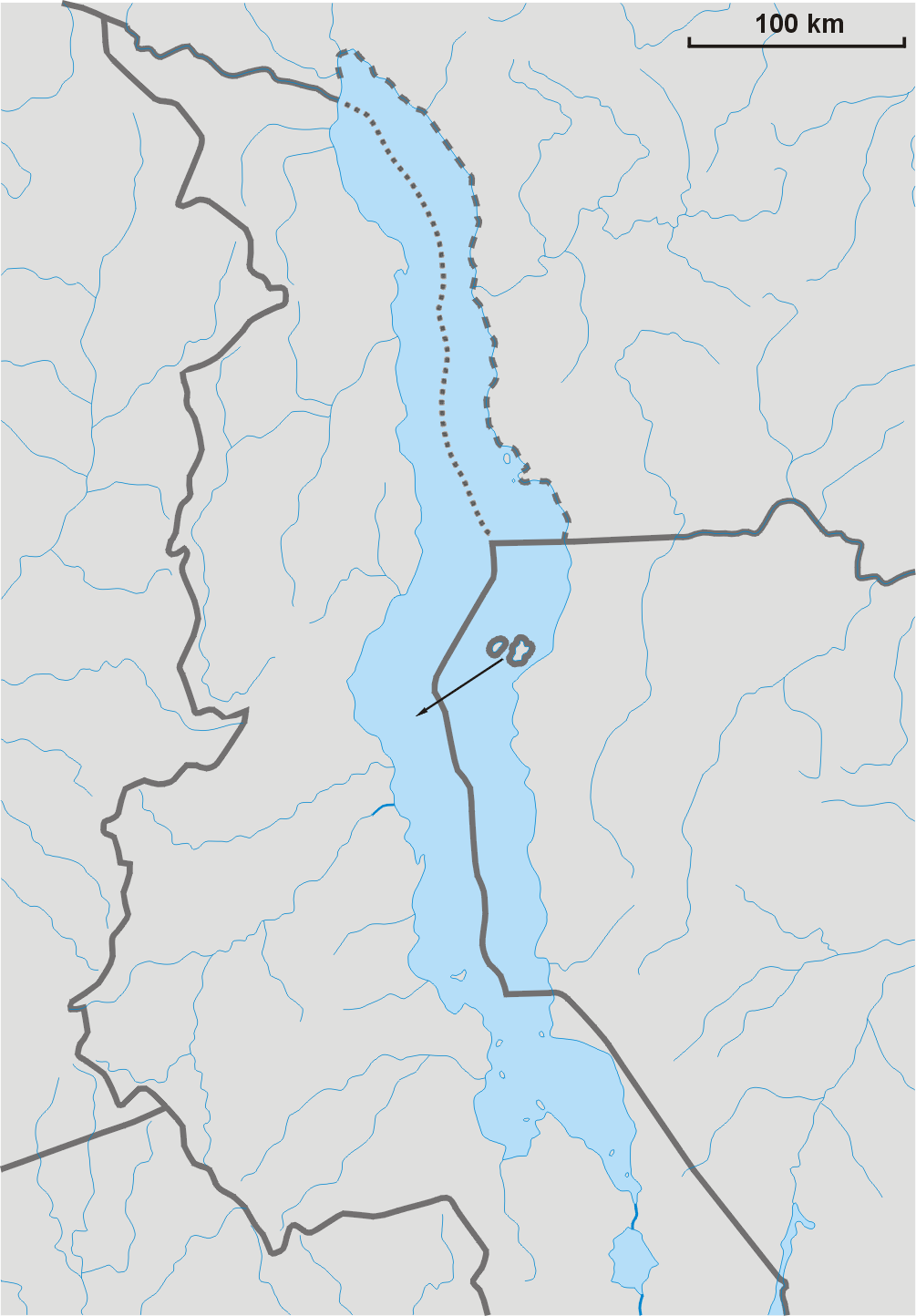
Поточний кордону Малаві (переривчаста лінія) і претензії Танзанії (пунктирна лінія)

Озеро поділяють три країни: Малаві, Мозамбік і Танзанія. На півночі озера існує суперечка довкола розподілу його вод між Малаві і Танзанією. Танзанія вважає, що кордон повинен проходити по поверхні озера згідно з кордоном, що існував між колишніми Німецькою Східною Африкою і Ньясалендом до 1914 року. Малаві стверджує, що їй повинно належати все озеро по самій танзанійський берег на підставі того, що саме так проходив після Першої світової війни адміністративний кордон між британським Ньясалендом і підмандатною територією Танганьїка: танзанійське узбережжя рідко населене, і британці вважали незручним влаштовувати окрему адміністрацію для північно-східного сектора озера. У минулому цей конфлікт приводив до сутичок, однак с тих пір протягом багатьох десятиріч Малаві не намагається відновити свої претензії, хоча належність цієї частини озера до Танзанії офіційно не визнає.
Більша частина озера і його басейну (68 %) знаходиться в межах Малаві; західний кордон країни практично збігається з західним вододілом. 25 % басейну посідає Танзанія, 7 % — Мозамбік. Танзанійський сектор басейну має непропорційно велике значення для гідрологічного балансу озера, тому що тут випадає переважна більшість опадів; тільки з річки Рухуху в Танзанії озеро отримує понад 20 % щорічного припливу води.

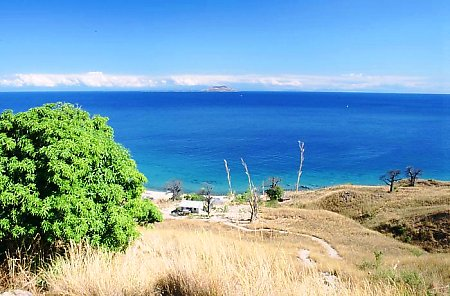
Вид на озеро з острова Лікома в напрямку острова Чізумулу. На горизонті — малавійський берег Ньяси.

Острови Лікома і Чізумулу розташовані в східній частині озера всередині мозамбіцького сектору біля узбережжя, але належать до Малаві, утворюючі малавійський ексклав, оточений з усіх боків мозамбіцькими територіальними водами.

### Гідрологія
Води озера вертикально розподіляються на три шари, які розрізняються густиною води, обумовленою її температурою. Товщина верхнього шару теплої води (епілімніону) варіюється від 40 до 100 м, досягаючи максимуму в прохолодний вітряний сезон (з травня по вересень). Саме в цьому шарі відбувається ріст водоростей, які є базовим елементом для всієї харчової піраміди озера. Середній шар, металімніон, на декілька градусів холодніший за верхній і простягається від його нижнього краю на 220 м вглиб. У товщі цього шару відбуваються вертикальні переміщення розчинених в воді біологічних речовин і кисню. Простір від нижнього рівня металімнона до дна озера займає гіполімнон. Вода тут ще холодніше (має найвищу густину) і має високу концентрацію розчиненого азоту, фосфору і кремнію — продуктів розкладання органічних речовин. Ця область майже повністю аноксична (тобто не містить розчиненого кисню), і тому глибше 220 м озеро практично позбавлене життя.
Хоча ці водяні шари ніколи повністю не перемішуються, повільний обмін водою між сусідніми шарами все ж таки відбувається. Обсяг і швидкість цього обміну залежить від місця і пори року. Найбільший приплив до поверхні багатої на поживні речовини води з металімнону та гіполімнону трапляється протягом прохолодного вітряного сезону з травня по вересень, коли безперервно дує південно-східний вітер, який місцеві жителі називають мвера. Цей вітер розбурхує поверхню озера, спричиняючи подеколи сильні шторми, і перемішує воду на значну глибину. Окрім простого перемішування в деяких місцях озера протягом цієї пори року відбувається постійний винос глибинної води на поверхню, так званий апвелінг. Унаслідок особливостей морфології дна апвелінг найпотужніший в південно-східній затоці озера. У результаті протягом вітряного сезону і нетривалий час по його закінченні тут спостерігається найбільша концентрація планктону.
Пелагічні (далекі від узбережжя) води прозорі більшу частину року внаслідок низької концентрації розчинених органічних компонентів і часток ґрунту. Однак значні ділянки озера можуть замучуватися протягом дощового сезону, коли річки починають виносити в озеро велику кількість вимитих із землі твердих часток.

## Біологія
Фітопланктон є основою всього водяного життя в озері. Склад фітопланктонних мас варіюється залежно від пори року. Протягом вітряного сезону (а на південному сході озера — весь рік) найчисленніші діатомові водорості; по його закінченні з вересня по листопад спостерігається зростання відносної кількості синьо-зелених водоростей; часто спостерігається поверхневе цвітіння волокнистих синьо-зелених водоростей (Anabaena spp). З грудня по квітень планктон складається переважно з суміші діатомових, синьо-зелених, та зелених водоростей.
За трофічною шкалою продуктивності озеро класифікується як середнє між оліготрофним і мезотрофним.
Озеро Ньяса має найрізноманітнішу екосистему серед прісноводних водойм світу; за різними оцінками, в ньому живе від 500 до 1000 видів риб. В озері представлені одинадцять родин, але одна з них — цихліди (Cichlidae) — охоплює 90 % видів озерних риб, більша частина яких — ендеміки. Цихліди займають більшість екологічних ніш озера. Озерні цихліди розподіляються на дві великі групи: пелагічні — переважно хижі види, що живуть в товщі води далеко від берегів, і прибережні, серед яких спостерігається багате різноманіття форм, розмірів, способів живлення і поведінки. Хоча видова різноманітність пелагічних цихлид також висока за будь-якими стандартами, але саме в прибережних угрупованнях вона досягає абсолютного максимуму. Поблизу скелястих берегів озера на ділянці площею 50 м2 можна налічити до 500 особин риб 22 різних видів. Існують види і різновиди, ендемічні для окремих частин озера чи навіть для окремих бухт чи ділянок узбережжя. Цихліди є базою озерного рибальства, котре забезпечує харчуванням значну частину населення Малаві; деякі види мають значення як декоративні акваріумні риби, яки продаються за кордон.
Окрім риб, для озерної екосистеми характерна велика кількість крокодилів, а також орланів африканських (Haliaeetus vocifer), які полюють на рибу. Щороку трапляється масовий виліт озерних мух, личинки яких живуть на дні в мілководних частинах озера; хмари мух в ці дні затьмарюють сонце і закривають горизонт.

## Населення та економічна активність

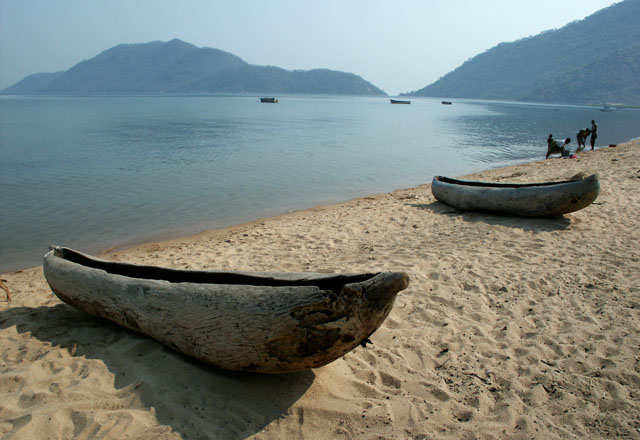
Берег озера біля міста Манкі-Бей

Басейн Ньяси заселений не так щільно, як околиці озера Вікторія, але значно щільніше за береги Танганьїки. Основна частина населення сконцентрована на півдні малавійського сектору басейну озера. У Північній та Центральній провінціях Малаві, які лежать переважно в межах басейну озера, проживає відповідно 12 і 41 % від загального населення країні, яке в 1998 році дорівнювало 9 900 000 осіб. Середньорічний зріст населення країни становить 2,0 %, але на півночі він більший і сягає 2,8 %. 14 % населення живуть у містах, міське населення росте на 4,7 % на рік. Економічно активне населення становить 68 %, з яких 78 % живуть натуральним сільським господарством, і лише 13 % — наймані робітники. Сільське господарство — основа економіки Малаві, його продукція становить половину валового внутрішнього продукту країни і майже весь її експорт.
На відміну від малавійського сектору, західні та північні частини басейну, які лежать в межах відповідно Мозамбіку та Танзанії, мають порівняно рідке населення, і економічна активність тут невисока; в цих місцях переважно зберігається первинна рослинність, незаймана рільництвом.
Гідроелектростанції на річці Шире, що витікає з озера, є для Малаві головним джерелом електрики. Енергетика країни страждає через коливання рівня озера і пов'язаної з ними нестабільності стоку Шире. В 1997 році, коли рівень озера упав і стік майже припинився, економіка країни зазнала значних втрат через нестачу електрики.

### Рибальство

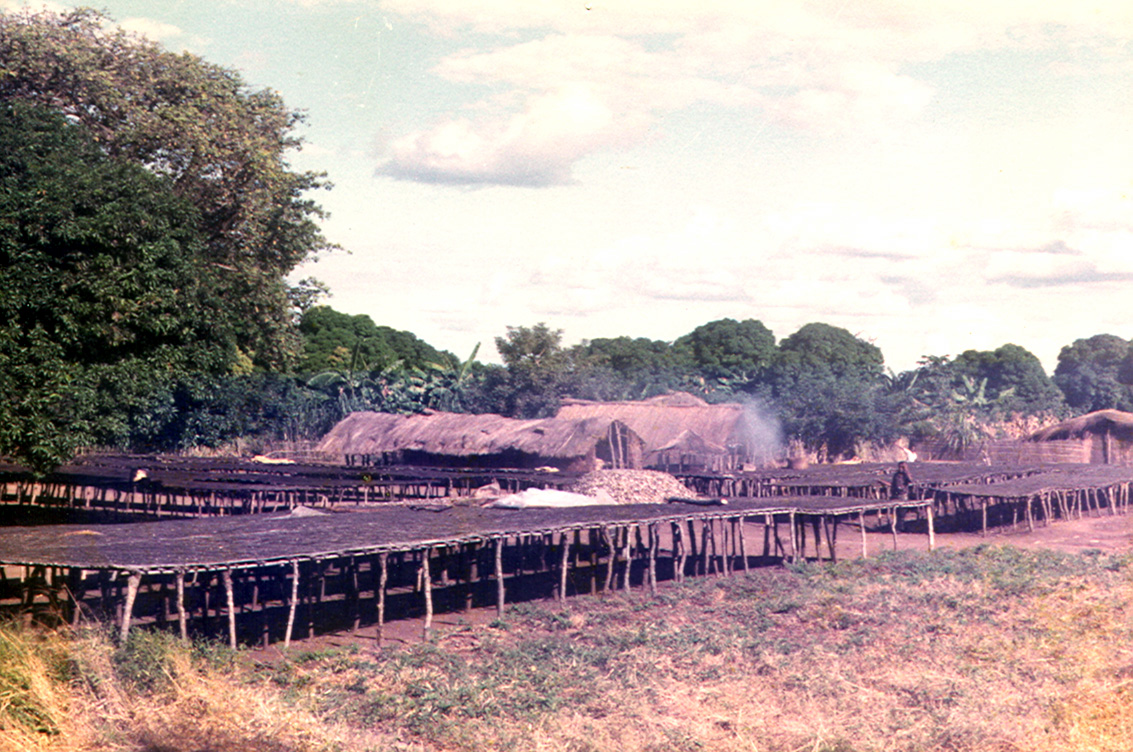
Сушильня дрібної риби на березі озера

Рибальство дає 2—4 % ВВП Малаві, в ньому зайняті, прямо чи опосередковано, до 300 000 осіб. До 80 % риби виловлюється самостійними рибалками і дрібними артілями, але в південній частині озера працює комерційна рибальська компанія MALDECO, яка може вести лов у віддалених від берега районах, куди не спроможні дістатися одиночні рибалки. Для населення Малаві риба є головним джерелом тваринних білків (до 70 % раціону), і більшість риби походить з озера Ньяса. Найважливішими промисловими видами є Copadichromis spp. (місцева назва утака), Engraulicypris sardella і Lethrinops spp. (чісавасава). Вилов сомів (Bagrus spp. і Bathyclarias spp.) і чамбо (Oreochromis spp.), значний у минулому, за останнім часом зменшується, і становить менше 20 % загального обсягу вилову.
Останнім часом спостерігається зменшення обсягів здобутку риби внаслідок надмірного вилову протягом попередніх років, який екосистема озера була неспроможна компенсувати. В 1987 році обсяг комерційного вилову становив 88 586 тонн, з яких 101 тонну було експортовано. У 1991 році комерційний вилов упав, за оцінками, до 63 000 тонн, з яких було експортовано лише 3 тонни; в 1992 році було виловлено 69 500 тонн, а експорту риби цього року взагалі не було. Ці цифри показують зменшення наявних рибних ресурсів озера, внаслідок чого падають обсяги вилову, які до 1987 року постійно зростали.
Окрім рибальства, комерційне значення має експортна торгівля декоративними видами риб. Деякі види виловлюються просто в озері, інші розводять в спеціальних розплідниках.

### Транспорт
Регулярними вантажними і пасажирськими перевезеннями по озеру займається малавійська державна транспортна компанія Malawi Lake Service. Вантажні судна займаються переважно перевезенням продукції сільського господарства — бавовни, натурального каучуку, рису, тунгової олії, арахісу тощо — з озерних портів до Чіпоки на південному березі, звідки вона залізницею вивозиться до мозамбіцьких океанських портів Бейра і Лумбо. Пасажирські судна ходять між приозерними містами, а також до островів Лікома і Чізумулу. Острови не мають жодної гавані, тому судна стають на якір неподалік від берега, а вантаж та пасажири дістаються до островів на човнах.
Головними портами на озері є Манкі-Бей, Чіпока, Нхотакота, Нката-Бей і Каронга в Малаві, Манда в Танзанії і Кобве в Мозамбіку. Малавійське портове містечко Мангоче розташоване на річці Шире за декілька кілометрів нижче її витоку з озера Ньяса.

## Екологічні загрози

### Рибальство
Озеро Ньяса порівняно благополучне в екологічному відношенні, але серйозні проблеми передбачаються в найближчому майбутньому. Основною загрозою є надмірне рибальство, проблема, якій сприяє демографічний вибух, що спостерігається в Малаві протягом останніх десятиріч. Населення Малаві росте на 2 % на рік, майже половина населення країни — діти молодше 15 років. Риба надає до 70 % тваринних білків до споживчого раціону малавійців, і попит на неї постійно зростає. Щорічний вилов риби в озері зменшується повільно, але це є наслідком постійно зростаючої рибальської активності і застосування заборонених засобів лову для вилову риби меншого розміру. До того ж, більшість щорічного вилову припадає на самостійних рибалок-кустарів, чиїм човнам доступні тільки прибережні райони озера. Однак саме в прибережних районах риба нереститься, і тому саме рибалки-кустарі спричиняють найбільший тиск на екологію озера, виловлюючи рибну молодь і завдаючи озерній популяції риб втрат, які вона неспроможна компенсувати.
Проблема надмірного рибальства поки що стосується тільки Малаві; прибережні райони Мозамбіку і Танзанії рідко заселені, і тиск на рибні запаси озера з боку тамтешніх рибалок мінімальний. Існуюча в північно-східному секторі озера територіальна суперечка між Малаві і Танзанією має суто політичний характер і не призводить до конфліктів за рибні ресурсі: човни рибалок-кустарів неспроможні перетнути озеро, щоб дістатися рибних місць біля берегів Танзанії, а великі комерційні риболовні компанії ведуть лов в південній, найбагатшій на рибу частині Ньяси. Однак із початком експлуатації великими суднами косяків пелагічних риб, про великі запаси яких в далеких від берегів областях озера стало відомо порівняно недавно, суперечок за рибні ресурси обминути не вдасться.

### Землекористування
Іншою проблемою озера є посилення сільськогосподарської активності в межах її басейну, знову ж переважно в малавійській його частині, що також пов'язане зі швидким зростанням населення країни. Більшість малавійців (до 80 %) живе натуральним, не дуже продуктивним господарством; такий тип землекористування потребує більшої кількості землі для прогодування однієї особи, внаслідок чого люди змушені використовувати під сільське господарство непристосовані для нього землі; вже зараз в країні відчувається земельний голод. Це, а також надмірна експлуатація пасовищ, призводить до посилення ерозії ґрунтів, яки дощами і річками змиваються в озеро. Своєю чергою, це сприяє скаламученню озерної води, зменшенню кількості сонячного проміння, що досягає дна, занепаду озерної рослинності і скороченню обсягів фітопланктону — харчової бази всієї озерної живності.
Внаслідок земельного голоду також скорочується площа лісів. Це призводить до збільшення стоку в озеро (через скорочення випаровування води листям дерев), однак робить стік більш нестабільним, а до того ж підсилює ерозію ґрунтів.
З іншого боку, внаслідок переважної бідності малавійського населення і використання непродуктивних методів сільського господарства озеро в цілому позбавлене проблеми забруднення мінеральними добривами і пестицидами. Їх застосування обмежене областями комерційного рільництва, в основному, на великих плантаціях бавовни і цукрової тростини. Однак з інтенсифікацією сільського господарства в регіоні це може перетворитися в значну проблему, тому, що озеро має дуже великий термін промивання (відношення об'єму озера до щорічного стоку), що сприяє накопиченню в ньому шкідливих речовин.

### Інтродуковані види

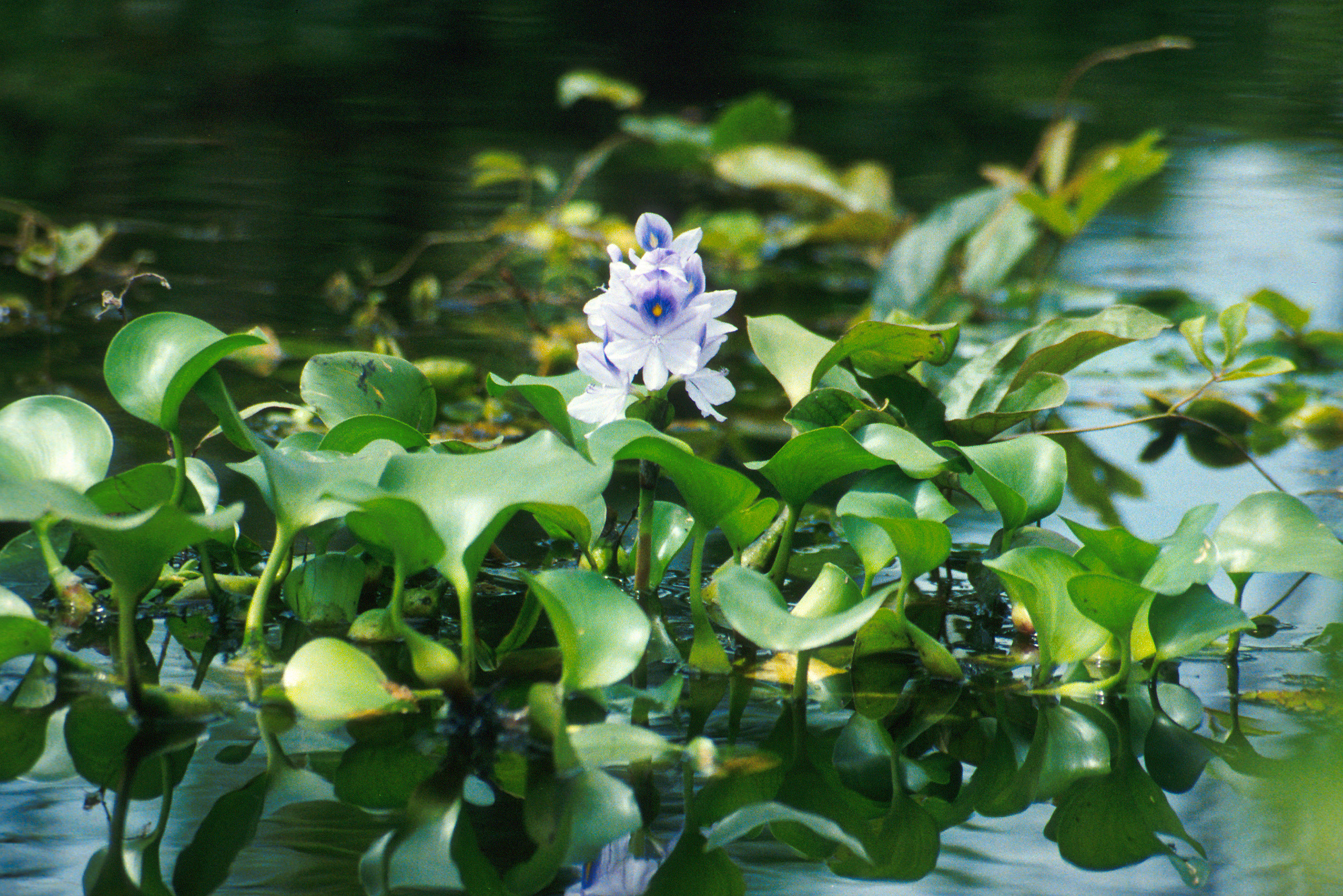
Водяний гіацинт

Впровадження сторонніх видів риб не спричинило на екологію Ньяси такого великого впливу, як, наприклад, на озері Вікторія, де акліматизація нільського окуня призвела до докорінної зміни всієї озерної екосистеми. Однак водяний гіацинт (Eichornia crassipes), вперше впроваджений на Ньясі в 1960-х роках, зараз зустрічається по всьому озері і його притоках. В мінералізованій і бідній на поживні речовини воді озера він росте не дуже добре, і винесені річками в озеро рослини вмирають, однак в річках гіацинт відчуває себе дуже добре і бурхливо розростається, спричиняючи навіть проблеми для гідроелектростанцій, побудованих удовж Шире. Якщо кількість розчинених поживних речовин в озері зростатиме внаслідок, наприклад, інтенсифікації рільництва і впровадження добрив в басейні озера, водяний гіацинт перетвориться на справжню екологічну проблему. Концентрація поживних речовин і, відповідно, кількість водяних гіацинтів буде максимальною поблизу берегів біля річкових гирл, а саме тут розташовані нерестилища більшості видів озерних риб. В 1995 уряд Малаві розпочав програму боротьби з гіацинтом за допомогою довгоносиків Neochetina spp., однак остаточного успіху ця програма не мала.

## Історія дослідження

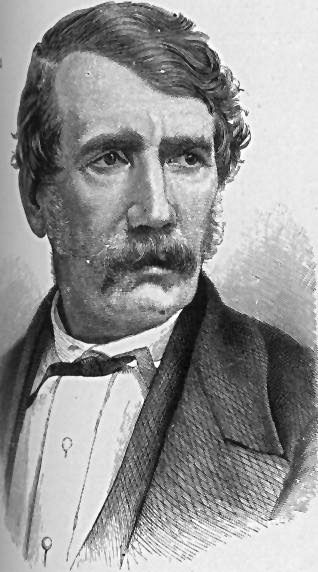
Девід Лівінгстон

Чутки про існування в Центральній Африці великого внутрішнього моря доходили до європейців протягом сторіч. На середньовічних картах XVII—XVIII сторіч обрис озера вже зображався досить точно, імовірно, за свідченнями арабських торговців, яки проникали сюди починаючи з X ст. У 1860 році Девід Лівінгстон, шотландський місіонер і знаменитий дослідник Африки, після невдалої спроби піднятися вверх по Замбезі на судні, якій встали на перешкоді пороги Кебрабасса, почав дослідження річки Шире і дістався по ній до південних околиць озера Ньяса. Лівінгстон навряд чи був першим із європейців, хто побачив Ньясу, однак саме він познайомив світ зі своїм відкриттям і заявив про свій пріоритет першовідкривача. Лівінгстон описав Ньясу як «озеро зірок» через відблиски сонця на його поверхні.
У звітах про цю експедицію, які були видані в Англії в 1865 році й відразу набули великої популярності, Лівінгстон надав численні відомості про природу південної частини озера і звичаї народів, що населяли його береги, а також повідомив європейців про активну работоргівлю, що велася в цьому регіоні. Тисячі рабів щороку переправляли через озеро з західного берега на схід для продажі на невольницьких ринках мусульманських міст на узбережжі Індійського океану. Лівінгстон вважав, що патрулювання озера навіть єдиним канонерським човном може радикально утруднити регіональну работоргівлю, перерізавши її торговельні шляхи, а запровадження альтернативних товарів для торгівлі замість рабів та пропаганда християнства зведе її нанівець. Саме з Лівінгстона почався потужний місіонерський рух у районах на захід від Ньяси, який згодом привів к припиненню работоргівлі і влаштуванню в 1891 році британського протекторату, який в 1907 році став колонією Ньясаленд, а в 1966 — Республікою Малаві.
У 1914 році, коли сюди дійшли вісті про початок Першої світової війни, на озері відбувся єдиний в його історії морський бій, коли британський корабель потопив німецький в територіальних водах Німецької Східної Африки.